# GDC1
GDC1 (Grafik-Display-Computer 1) war der Name eines Computerbausatzes aus der DDR. Die TH Ilmenau entwickelte und vertrieb ihn. Er war auch als FDJ-Computer bekannt.

## Hardware

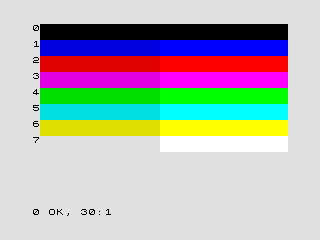
Farbpalette des GDC1

Der Rechner war faktisch eine Nachentwicklung des Heimcomputers Sinclair ZX Spectrum. Allerdings besaß der GDC1 64 KB RAM, zwei PIO und einen CTC. Der RAM war auf bis zu 256 KB erweiterbar, dagegen war das ROM nur 4 KB groß (ZX Spectrum: 16 KB).

### Unterschiede zum ZX Spectrum
Folgende Unterschiede führen u. a. zur Inkompatibilität zum Vorbild:
- da die CPU während des Bildaufbaus nicht arbeitet, weicht das Timing ab
- I/O ist PIO- statt Register- gesteuert[2]

## Software
Es war lediglich ein Urlader enthalten. Das eigentliche Betriebssystem musste nach dem Einschalten von Kassette geladen werden.
Durch veränderte ROM-Routinen und technische Abweichungen/Unzulänglichkeiten war er nur bedingt kompatibel zu seinem Vorbild Sinclair ZX Spectrum.

## Sonstiges
Trotz des Namens GDC1 hatte der Computer nichts mit dem Grafikcontroller GDC (ugs. für den U82720) gemeinsam.
Der HCX war ein ähnlicher Rechner, der ebenfalls als Bausatz erworben werden konnte.